# Салерно (округ)
Округ Салерно (итал. Provincia di Salerno) је округ у оквиру покрајине Кампанија у јужној Италији. Седиште округа покрајине и највеће градско насеље је истоимени град Салерно.
Површина округа је 4.918 км², а број становника 1.104.825 (2008. године).

## Природне одлике
Округ Салерно чини јужни део историјске области Кампаније. Он се налази у јужном делу државе, са изласком на Тиренско море на западу. Средишњи део округа обухвата плодну и густо насељену Салернску равницу, коју гради река Селе у доњем делу свог тока, пре улива у море. Већи, ободни део округа је планински, у оквиру приморскод дела Апенина.

## Становништво
По последњим проценама из 2008. године у округу Салерно живи преко 1,1 милион становника. Густина насељености је веома велика, преко 220 ст/км². Приморски део округа је густо насељен, док су источни и јужни део изразито планински, па су ређе насељени и слабије развијени.
Поред претежног италијанског становништва у округу живе и известан број досељеника из свих делова света.

## Општине и насеља
У округу Салерно постоји 158 општина (итал. Comuni).
Најважније градско насеље и седиште округа је град Салерно (141.000 ст.) у северном делу округа. Други по величини је град Батипаља (51.000 ст.) у средишњем делу округа. Од знаменитих градова потребно је споменути историјски градић Амалфи (5.000 ст.) и њему блиско турситичко одредиште Позитано (4.000 ст.) у западном делу округа.